# Borodino (Territorio di Krasnojarsk)
Borodino è una città della Russia siberiana meridionale (Territorio di Krasnojarsk); sorge nel pedemonte settentrionale dei monti Saiani orientali, 186 km a nordest di Krasnojarsk.
Fondata nel 1949 come insediamento minerario per lo sfruttamento di un ricco bacino carbonifero, ricevette status di città nel 1981.